# Lasiosina aurea
Lasiosina aurea är en tvåvingeart som beskrevs av Dely-draskovits 1981. Lasiosina aurea ingår i släktet Lasiosina och familjen fritflugor.
Artens utbredningsområde är Israel. Inga underarter finns listade i Catalogue of Life.